# David Mallet (réalisateur)
Pour les articles homonymes, voir David Mallet et Mallet.
David Mallet est un réalisateur britannique né le 17 décembre 1945. Il est principalement connu pour ses clips et vidéos de concerts d'artistes comme David Bowie ou Queen.
En 2001, il reçoit le Primetime Emmy Award de la meilleure réalisation pour une émission speciale de variété pour son travail sur Dralion, le spectacle du Cirque du Soleil.

## Œuvres

### Clips
- 1979 : Boys Keep Swinging, DJ et Look Back in Anger de David Bowie
- 1980 : Ashes to Ashes et Fashion de David Bowie
- 1980 : Bad Reputation de Joan Jett
- 1981 : Under Pressure de Queen et David Bowie
- 1981 : Wild Is the Wind de David Bowie
- 1983 : Let's Dance et China Girl de David Bowie
- 1984 : Radio Ga Ga, I Want to Break Free et Hammer to Fall de Queen
- 1985 : Tears Are Falling de Kiss
- 1985 : I Was Born to Love You et Made in Heaven de Freddie Mercury
- 1986 : Who Wants to Live Forever de Queen
- 1988 : Heatseeker de AC/DC
- 1991 : Chorus et Love to Hate You de Erasure
- 1989 : I Want It All de Queen
- 1995 : Heaven for Everyone de Queen

### Vidéos
- 1990 : Blond Ambition World Tour Live de Madonna
- 1991 : Live Baby Live de INXS
- 1993 : The Tank, The Swan and The Balloon de Erasure
- 1995 : Pulse de Pink Floyd
- 2000 :  One Last Time Live in Concert (en) de Tina Turner
- 2011 : Live at River Plate de AC/DC